# Anastatus apterus
Anastatus apterus är en stekelart som först beskrevs av Girault 1913.  Anastatus apterus ingår i släktet Anastatus och familjen hoppglanssteklar. Inga underarter finns listade i Catalogue of Life.